# Cham (dessinateur)
Pour les articles homonymes, voir Cham, Vicomte de Noé et Noé.
Pour les autres membres de la famille, voir Famille de Noé.
Cham (prononcer « Cam’ »), pseudonyme d’Amédée de Noé (ou Amédée Charles Henri, Vicomte de Noé), né le 26 janvier 1818 à Paris et mort le 6 septembre 1879 à Paris 17e, est un illustrateur, caricaturiste et dramaturge français.

## Biographie
Amédée de Noé est le petit-fils de Louis-Pantaléon de Noé, né au Cap-Haïtien à Saint-Domingue — qui avait affranchi en 1776 sur sa plantation dite « Aux Manquets » à l'Acul-du-Nord, Toussaint Louverture — et le fils de Louis-Pantaléon-Jude-Amédée, comte de Noé et pair de France, qui était également un dessinateur et caricaturiste de talent, à qui on doit notamment un recueil de croquis de ses collègues de la Chambre des pairs, dessins qu'il effectuait pendant les séances et aujourd'hui conservés à Paris à la bibliothèque du Sénat.
Amédée de Noé est candidat à l'École polytechnique du fait de ses prédispositions pour les mathématiques, mais il échoue à l'examen oral.
Son goût naturel pour le dessin lui fait fréquenter les ateliers des peintres Nicolas-Toussaint Charlet et de Paul Delaroche. Sous leur influence, il se spécialise dans la caricature. Il publie tout d'abord un album, Monsieur Lajaunisse, puis collabore au journal Le Charivari, à qui il donne pendant 36 ans l'essentiel de sa production. Son goût de l'absurde fait de lui un des grands humoristes du journal. Ses dessins valent non seulement par le tracé simple et fort, inspiré par Honoré Daumier, mais aussi par l'esprit et par les légendes qui les accompagnent.
C'est au début de cette collaboration qu'il adopte le pseudonyme de « Cham », qui résume bien son esprit : on peut en effet le lire comme étant le début de ses deux prénoms, Charles et Amédée, mais on peut également y voir une référence biblique, puisqu'il est le fils du comte de Noé : Cham était le fils irrévérencieux de Noé, qui révéla à ses autres frères la nudité de leur père ivre.
Il dessine des histoires en images jusqu'en 1843, date à laquelle il travaille pour Le Charivari comme caricaturiste, et pour L'Illustration comme illustrateur. Il utilise souvent la technique de la séquence narrative.
En 1852, il produit encore des récits de voyage, Voyage autour du monde par monsieur Cham et son parapluie, utilisant cette technique.
Il publie aussi plusieurs albums de caricatures tels que Proudhon en voyage et l’Histoire comique de l'Assemblée nationale. Son esprit fantaisiste et inventif lui permet également de participer à l'écriture de pièces de théâtre. Par exemple, il fait jouer, en collaboration :
- Une martingale, vaudeville en un acte avec Clairville et Henri Rochefort, théâtre des Variétés, 6 avril 1862 ;
- Le Serpent à plumes, opéra-bouffe, musique de Léo Delibes, théâtre des Bouffes-Parisiens, 16 décembre 1864 ;
- Le Myosotis, aliénation mentale et musicale, avec William Busnach, musique de Charles Lecocq, 1866.

Cham se fait une spécialité des caricatures ayant pour sujet le Carnaval de Paris, sa Descente de la Courtille, son Bœuf Gras, sa Mi-Carême. Il en fait des centaines et remplit des albums entiers. La réputation de Cham, « l'Offenbach de la caricature », selon Arsène Alexandre, est considérable de son vivant. « Son esprit parisien sans méchanceté enchantait les bourgeois sous le Second Empire au point que les lecteurs du « Charivari » préféraient ses dessins à ceux de Daumier. » [Fonds Français IV[réf. nécessaire]]
Toute sa vie de santé fragile, il mène une existence sédentaire.
Il meurt à Paris de phtisie en 1879. Sa veuve se suicide neuf mois plus tard, en se jetant du 1er étage de leur appartement du 5, rue Nollet, aux Batignolles.
| |  |  |
| Olympia d'Édouard Manet (Salon de 1865) et caricature de ce tableau par Cham dans Le Charivari du 14 mai 1865. Cham était connu pour ses caricatures féroces des tableaux exposés au Salon. |  |  |

## Albums de bande dessinée
Quelques années après Rodolphe Töpffer, l'inventeur de la bande dessinée, Cham dessine lui aussi plusieurs albums sans que puisse être mise en lumière l'influence de l'un sur l'autre. Le premier album de Töpffer date de 1827 et a été publié en 1837. Aubert, éditeur à Paris dans la galerie Véro-Dodat est l'éditeur de Cham ; il fait paraître des contrefaçons des albums de Töpffer dès 1839, en même temps que le premier album de Cham.
- Histoire de monsieur Lajaunisse (1839) ;
- Monsieur Lamélasse (1839) ;
- Histoire de monsieur Jobard (1840) ;
- Deux vieilles filles vaccinées à marier (1840) ;
- Histoire de monsieur Vertpré et de sa ménagère aussi[14] (1840) ;
- Un génie incompris (Monsieur Barnabé Gogo) (1841) ;
- Aventures de Télémaque, fils d'Ulysse (1842) ;
- Histoire du prince Colibri et de la fée Caperdulaboula (1842) ;
- Cham interprète les dessins de l'album de Töppfer, Histoire de monsieur Criptogame, gravés sur bois pour une prépublication dans le journal L'Illustration (1845).

## Caricatures
- Trois caricatures de cet élève inattendu de P. Delaroche, Gray (Haute-Saône), musée Baron-Martin.
- Soulouque et sa Cour - Caricatures par Cham,Paris, Au bureau du journal Le Charivari, 1850. https://gallica.bnf.fr/ark:/12148/btv1b52506995s

## Galerie

Œuvres de Cham
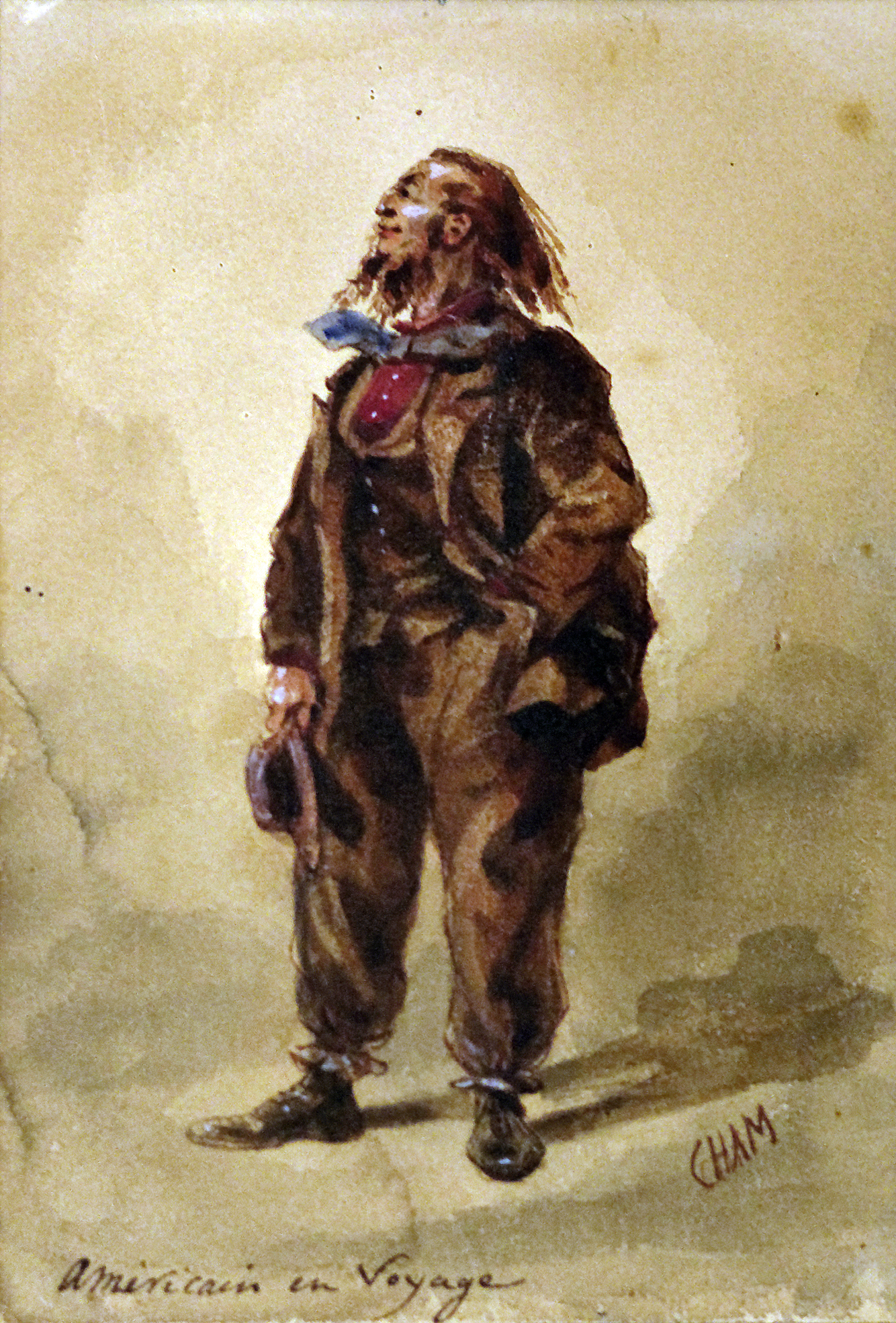
Américain en voyage, aquarelle, Mâcon, musée des Ursulines.
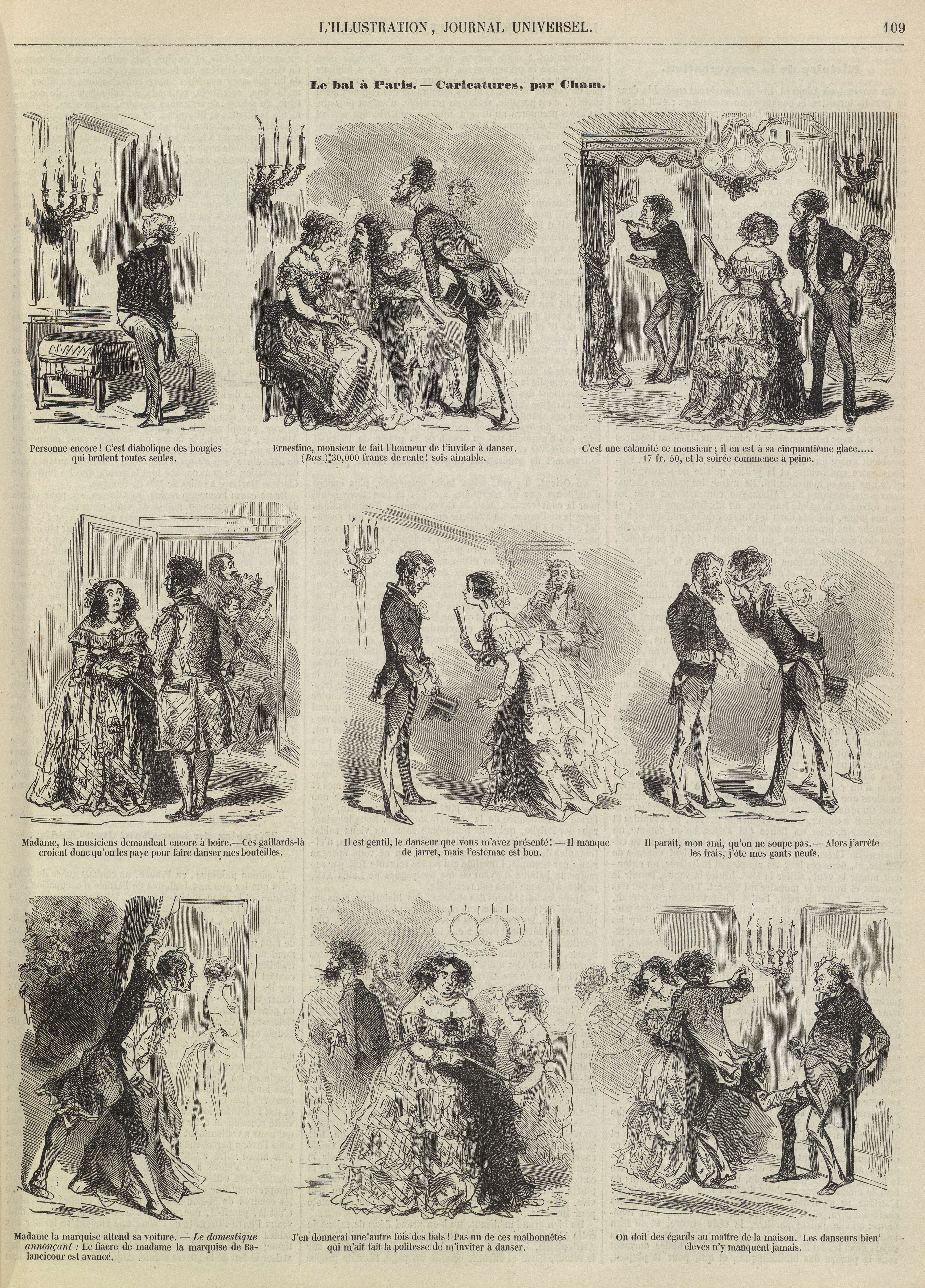
Le Bal à Paris, paru dans L'Illustration du 14 février 1852.
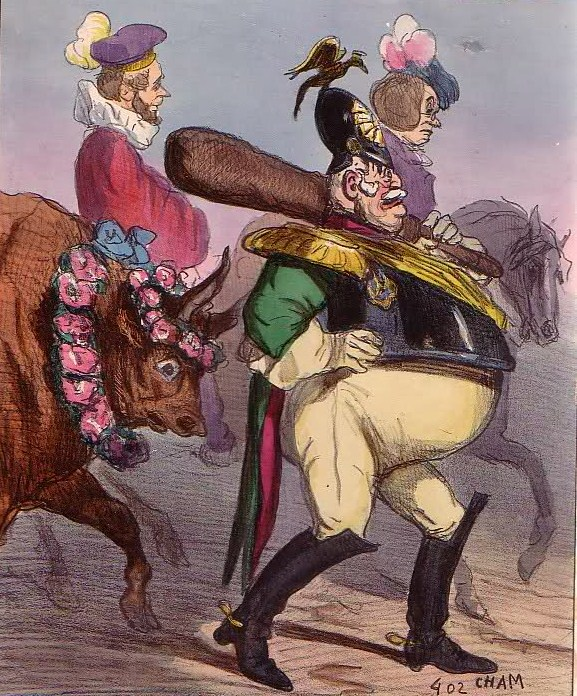
« Sauvage moderne, pour le cortège du bœuf-gras de 1855 », lithographie.
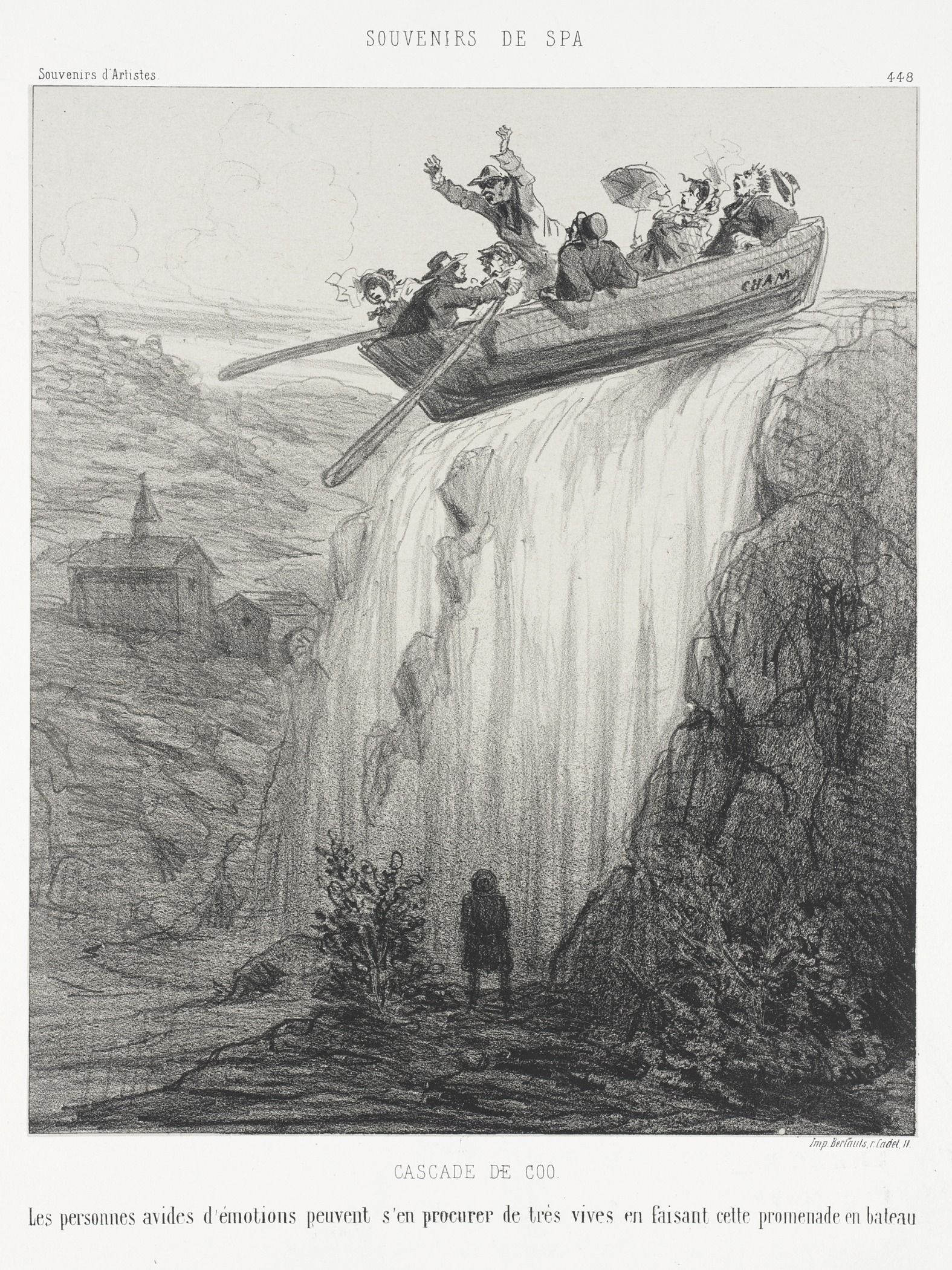
« Cascade de Coo. Les personnes avides d'émotions peuvent s'en procurer de très vives en faisant cette promenade en bateau. », paru dans Le Charivari du 22 août 1872.
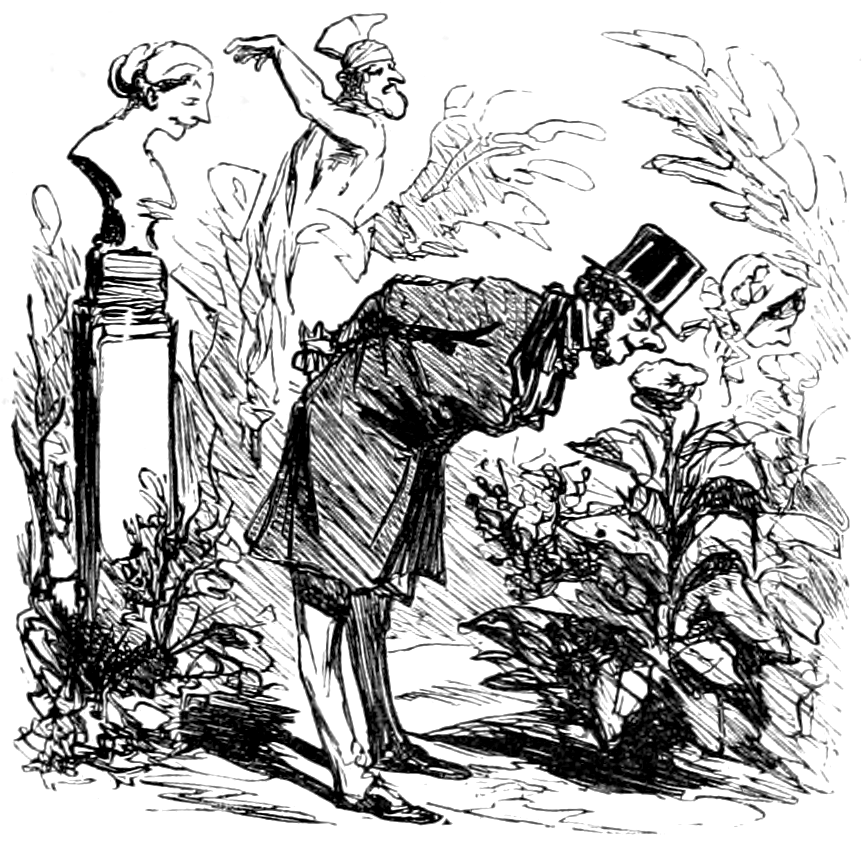
Frontispice de l'album Le Salon de 1857.
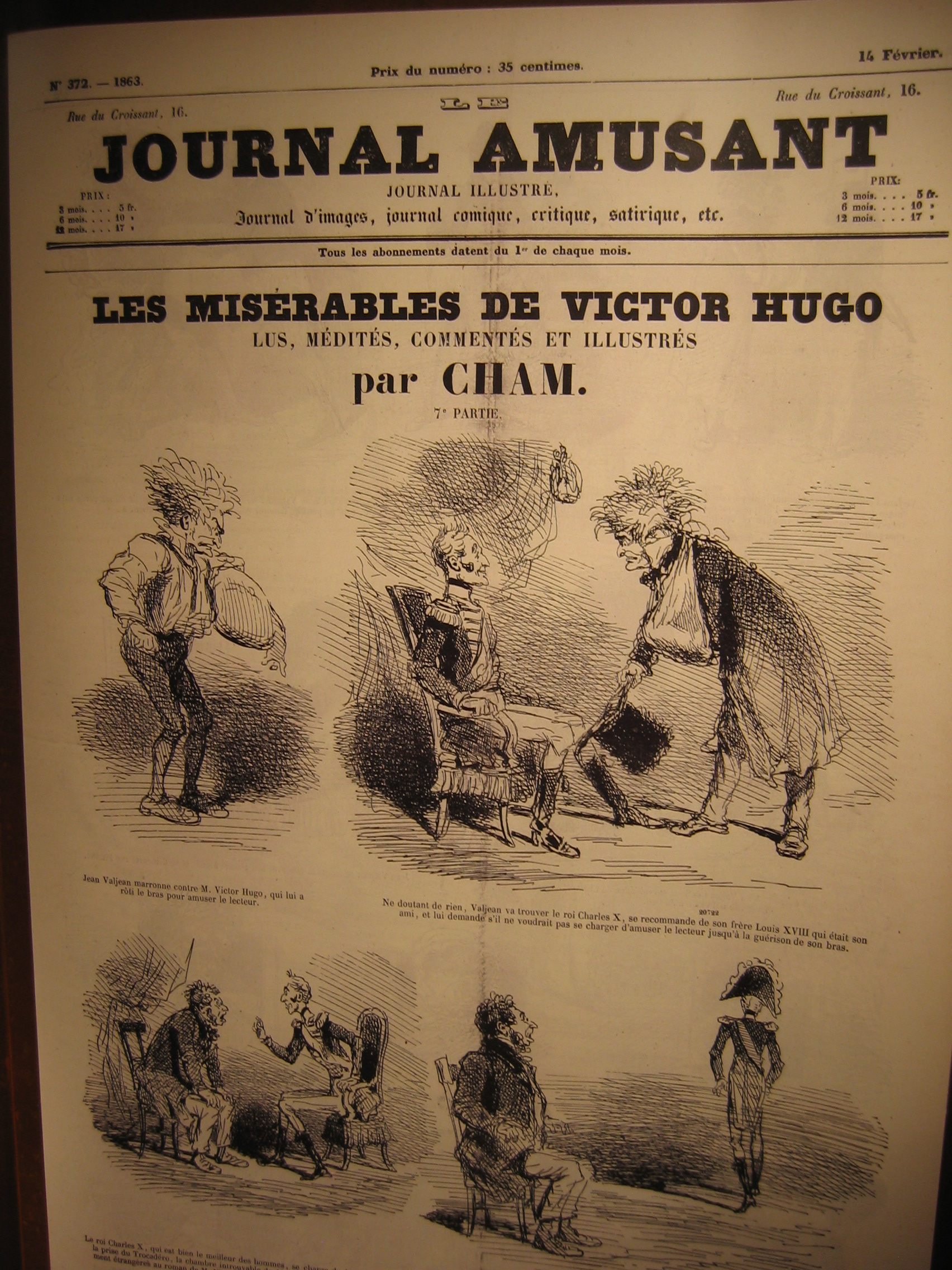
Interprétation des Misérables de Victor Hugo.